# Zorall
Zorall – węgierski rockowy zespół muzyczny, założony w 2002.

## Historia
Zespół został założony w Budapeszcie 2 lutego 2002 przez Attilę Barbaró, Bálinta Bonyhádiego, László Hangyássyego, Zsolta Szendreya i Gábora Szőke. W 2006 Szőke opuścił zespół z powodu zaangażowania w inne projekty, a jego miejsce zajął László Weisz. Ponadto nastąpiła zmiana perkusisty, kiedy to Zoltán Schvéger zastąpił Bonyhádiego. Miejsce Schvégera w 2008 zajął Péter Boros.
Pierwszy album zespołu, Nem csak a húszéveseké a világ, został wydany w 2004. Album grupy z 2013 pt. Nem csak a 10 éveseké a világ zajął pierwsze miejsce na węgierskiej liście przebojów.

## Styl
Cechą charakterystyczną zespołu jest granie starych piosenek rockowych i popowych w nowym wykonaniu. Zespół często dokonuje przy tym łączenia melodii kilku utworów w jednym, jak np. „Táncolj” Judit Szűcs i „Thunderstuck” AC/DC, „Sohase mondd” Judit Hernádi z „Walk” Pantery, „Rebekát átmentették” Benedeka Uhrina i „Ace of Spades” Motörhead czy „Szerelemre születtem” Eriki Zoltán z „Seek and Destroy” Metalliki. Zorall nagrał ponadto covery takich wykonawców, jak Jimmy Zámbó, Locomotiv GT, Ferenc Demjén, Generál czy László Aradszky.

## Członkowie zespołu

### Obecni
- Zsolt Szendrey – wokal
- László Hangyássy – gitara basowa
- Attila Barbaró – gitara
- László Weisz – gitara
- Péter Boros – perkusja

### Dawni
- Gábor Szőke – gitara
- Bálint Bonyhádi – perkusja
- Zoltán Schvéger – perkusja

## Dyskografia
- Nem csak a húszéveseké a világ (2004)
- Randalíra (2005)
- Live! (2006)
- Zorall Flöss (2007)
- Zorall Cirkusz Világszám! (2010)
- Zorall Army (2011)
- Ramonia (2012)
- Nem csak a 10 éveseké a világ (2013)
- Háztartási rock'n'roll (2014)
- Zorall Bumm (2015)